# O Jardim
Chansons représentant le Portugal au Concours Eurovision de la chanson
Amar pelos dois
(2017) Telemóveis
(2019)
O Jardim (« Le Jardin ») est une chanson interprétée par la chanteuse portugaise Cláudia Pascoal, écrite et composée par Isaura. 
C'est la chanson représentant le Portugal au Concours Eurovision de la chanson 2018. Elle est intégralement interprétée en portugais, langue nationale du Portugal, le choix de la langue étant toutefois libre depuis 1999.

## Genèse
O Jardim a été l'une des 26 chansons sélectionnées par la Radio-télévision du Portugal (RTP) pour le Festival da Canção de 2018, la sélection nationale du Portugal pour le Concours Eurovision de la chanson. Les auteurs des chansons choisissent l'interprète pour leur chanson. Isaura est l'auteur-compositrice de O Jardim et a choisi Cláudia Pascoal comme interprète.

## Composition
O Jardim a été écrite et produite par Isaura. O Jardim est une ballade indie pop d'une durée de deux minutes et de trente-huit secondes (2 min 38 s) avec un rythme de 60 battements par minute. Les paroles de la chanson traitent de la perte et de la saudade : « São as flores o meu lugar / Agora que não estás / Rego eu o teu jardim ».

## Concours Eurovision de la chanson

### Sélection nationale
Isaura a été choisie le 27 septembre 2017 en tant qu'autrice-compositrice participante à l'édition de 2018 du Festival da Canção, la sélection nationale du Portugal pour le Concours Eurovision de la chanson.
Le 18 janvier 2018, il a été annoncé que Cláudia Pascoal interpréterait la chanson intitulée O Jardim. Pascoal a participé à la deuxième demi-finale, se classant deuxième avec 20 points après avoir terminée 2e au vote du jury et au télévote. Le 4 mars 2018, en finale du Festival elle est 2e au vote du jury et 1re au télévote, et se classe première au Festival da Cançao avec 22 points et représente ainsi le Portugal au Concours Eurovision de la chanson 2018.

### À Lisbonne
Le Portugal étant le pays hôte de l'édition de 2018, la chanson était automatiquement qualifiée pour la finale qui s'est tenue le 12 mai 2018 à Lisbonne.
O Jardim était la 8e chanson interprétée lors de la soirée, après la chanson That's How You Write a Song de la Norvège et avant la chanson Storm du Royaume-Uni. À l'issue de la finale, la chanson s'est classée 26e et dernière, obtenant 39 points.

## Liste des pistes
| 1. | O Jardim | 2:38 |

| 1. | O Jardim                         | 2:38 |
| 2. | O Jardim (Version instrumentale) | 2:38 |

## Crédits
- Cláudio Pascoal – Voix principale
- Isaura – Chœurs, production, auteur-compositrice

## Classements et certifications

### Classements hebdomadaires
| Classement (2018)                  | Meilleure position |
| ---------------------------------- | ------------------ |
| Portugal (AFP)                     | 21                 |
| Portugal Digital Songs (Billboard) | 3                  |

## Historique de sortie
| Région ou pays | Date        | Format                   | Label                    |
| -------------- | ----------- | ------------------------ | ------------------------ |
| Monde entier   | 9 mars 2018 | Téléchargement numérique | Universal Music Portugal |